# Robotnicza Partia Socjalistycznej Jedności
Robotnicza Partia Socjalistycznej Jedności (port. Partido Operário de Unidade Socialista, POUS) – niewielka portugalska trockistowska partia polityczna, powstała w 1976 roku, w wyniku rozłamu w Partii Socjalistycznej. Ugrupowanie to jest członkiem Czwartej Międzynarodówki (przewodzonej przez Pierre Lamberta).